# 須田頼隆
須田 頼隆（すだ よりたか）は、戦国時代から安土桃山時代にかけての武士。二階堂氏の家臣。

## 略歴
二階堂照行・盛義父子に仕えた。
当初、本丸館を居城として安積郡富岡を所領として富岡佐渡守とも号したが、天文20年（1551年）に笹川城に移り天正18年（1590年）まで安積郡笹川を所領とした。
一方、笹川城主・須田氏は天正16年（1588年）頃より伊達政宗に臣従したようで、『伊達天正日記』『伊達治家記録』にも天正16年から文禄3年（1594年）まで須田佐渡守あるいは笹川佐渡守という名前で記述がある。同じ受領名を称しているが頼隆の子であろうか。